# Chaîne Barton
La chaîne Barton (en anglais : Barton Mountains) est un massif montagneux de la chaîne de la Reine-Maud, dans la chaîne Transantarctique, en Antarctique. Son point culminant, le mont Usher, s'élève à 3 648 mètres d'altitude.

## Sommets principaux
- Mont Usher, 3 648 m
- Tricorn Mountain, 3 477 m
- Pic Graphite, 3 260 m
- Mont Clarke, 3 211 m

## Histoire
La chaîne Barton est cartographiée par l'Institut d'études géologiques des États-Unis à partir de relevés de terrain et de photographies aériennes de l'US Navy de 1958 à 1963. Elle est nommée en l'honneur du lieutenant commander Walter H. Barton, en charge d'un détachement de l'escadron VXE-6 au camp Beardmore Sud en 1985-1986. Il développe, coordonne et exécute le plan logistique pour ce vaste camp isolé, qui sert pendant 78 jours et requiert plus de 800 heures de vols en appui des recherches sur le terrain du glacier Beardmore.